# Charles Gravier de Vergennes

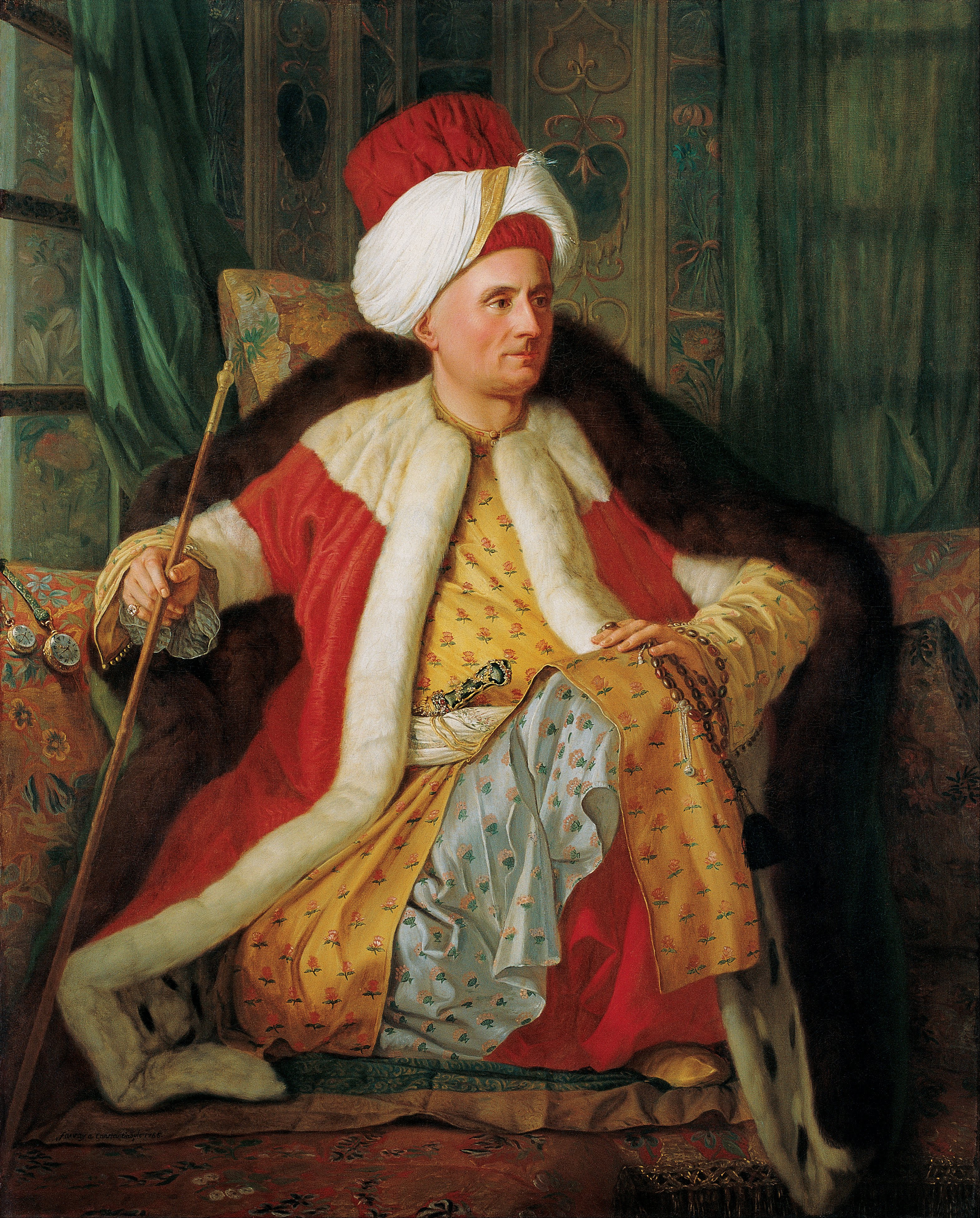
Charles Gravier jako francuski ambasador w stroju osmańskim, malował Antoine de Favray A.D. 1766, Muzeum Pera Stambuł

Charles Gravier de Vergennes (ur. 20 grudnia 1717, zm. 13 lutego 1787) – francuski polityk. Jego synem był również dyplomata Constantin Gravier de Vergennes (1761-1829).
Urodził się w Dijon. Jego wuj, dyplomata Théodore Chevignard de Chavigny wprowadził go do świata dyplomacji, zlecając mu szefostwo misji dyplomatycznej w Portugalii (1746).

## 1750-1768
W roku 1750 Charles Gravier wyróżnił się jako wysłannik w Elektoracie Trewiru. Rezultatem było jego wysłanie do Stambułu w 1755, początkowo jako ministra-plenipotenta, potem jako ambasadora. W roku 1768 odwołano go. Za pretekst posłużył fakt, że poślubił wdowę Anne Duvivier (1730-1798), lecz naprawdę dlatego, że książę Étienne-François de Choiseul uważał go za niezdolnego wywołania konfliktu między Rosją a Turcją (tj. podjudzenia Osmanów przeciw Rosji).

## 1768-1774
Po odwołaniu Choiseula, Vergennes został wysłany do Szwecji, gdzie miał pomóc (pieniędzmi i radą) profrancuskiemu stronnictwu Hattpartiet przeprowadzić zamach stanu, który przywróciłby absolutyzm. Sukces, jaki odnieśli Gustaw III i partia kapeluszy (19 sierpnia 1772) był również sukcesem dyplomacji francuskiej.

## 1774-1787
Jako sekretarz spraw zagranicznych Francji (w okresie od 21 lipca 1774 do 13 lutego 1787) starał się osłabiać wpływy Rosji w Europie wschodniej i wzmacniać Szwecję. Wsparł w 1778 roku zbuntowanych kolonistów przeciw Koronie Brytyjskiej. Już od 1776 roku patrzył przez palce na wysyłanie broni kolonistom, po czym poparł ten proceder. Od 1781 do swej śmierci w 1787 był najważniejszym ministrem.